# Hund (Goya)
Hund (spanisch: El perro oder Perro semihundido) ist der Titel eines Gemäldes von Francisco de Goya, entstanden zwischen 1820 und 1823. Es gehört zum Ensemble der sogenannten Pinturas negras und befindet sich im Museo del Prado in Madrid.

## Hund
Das Gemälde zeigt einen Hundekopf im Profil, der Rest des Tiers wird durch eine diagonal angelegte Fläche verdeckt. Der Hund schaut nach oben rechts ins Bild, wo nichts zu sehen ist. Der Hund und die ihn verdeckende Fläche, angelegt in erdigen, grauen Farbtönen, bilden das untere Fünftel des Bildes; der gesamte obere Teil des Gemäldes ist in Ocker- und Brauntönen ausgeführt, mit Beimischungen von Blau und Grün, und bildet eine leere Fläche.
Das schmale Hochformat mit dem Hundekopf gehört zu einem Ensemble von zweimal sieben Arbeiten Goyas, die in der Kunstgeschichte als Pinturas negras, die Schwarzen Gemälde, geführt werden. Der Maler arbeitete sie zwischen 1820 und 1823 auf den Putz in den beiden Stockwerken seines Landhauses Quinta del Sordo (Landhaus des Tauben) bei Madrid. Der Hund hing im oberen Stockwerk, flankiert von zwei großen Arbeiten, die über Landschaften schwebende Figurengruppen zeigen. Die schwarzen Gemälde werden als „gemalte Raumerforschungen“ angesehen, in denen der Hund in der „sturzflutartigen Leere“ mit „scheuem Blick“ eine Verheißung darstelle: „In seiner Sehbegierde steckt die des Malers.“

## Provenienz

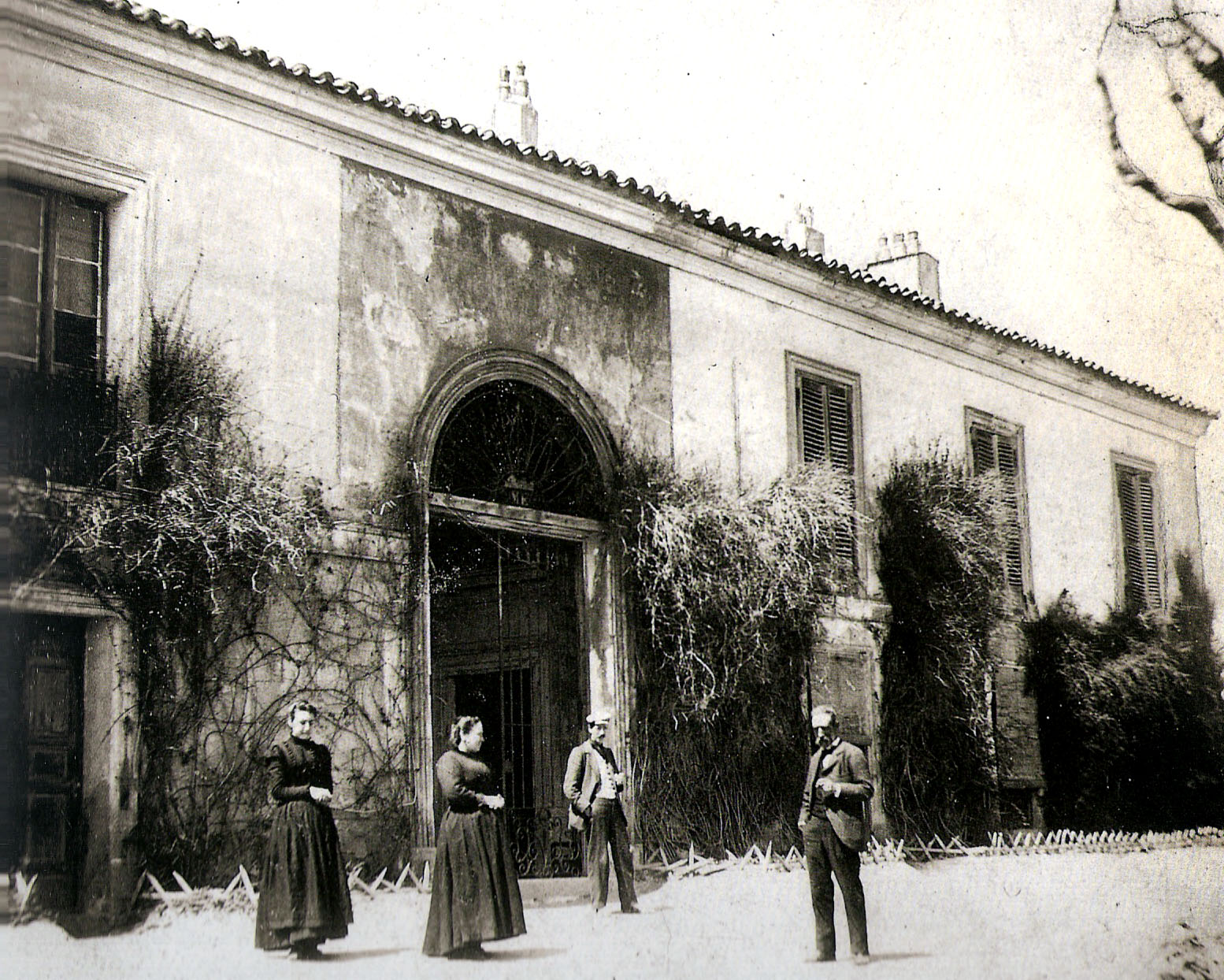
Quinta del Sordo, um 1900

Im Februar 1819 hatte Goya das Landhaus erworben und die beiden Räume im Erd- und Obergeschoss mit je sieben Gemälden auf dem Putz ausgestattet. Ab 1824 lebte Goya bis zu seinem Tod 1828 in Bordeaux, die Gemälde blieben im Landhaus zurück. 1860 wurden sie abgenommen und nach ihrer Restaurierung einzeln auf Leinwände gebracht. 1878 waren sie auf der Weltausstellung in Paris zu sehen, fanden dort aber keine Beachtung. 1881 schenkte sie der Besitzer, Frédéric Emile Baron d’Erlanger, dem spanischen Staat; sie wurden in den Prado verfügt. Nach ihrem Verfall wurde die Quinta del Sordo 1909 endgültig abgerissen.
Sie befand sich im Bezirk Carabanchel am stadtabgewandten Ufer des Manzanares, einige Meter nördlich der heutigen Plaza de Egabro.

## Rezeption
Der spanische Künstler Antonio Saura war ein großer Bewunderer von Goya und rezipierte das Hundebildnis ab 1967 mehrmals malerisch. Saura beschrieb das Gemälde als „das schönste Bild der Welt.“ Ein weiterer Landsmann Goyas, der Maler Rafael Canogar, nannte das Bild ein „visuelles Gedicht“ und klassifizierte es als „das erste symbolistische Werk des Abendlandes.“
Das New York Times Magazine veröffentlichte 2003 die These des spanischen Kunsthistorikers Juan José Junquera, die Pinturas negras, also auch der Hund, seien Fälschungen. Die Behauptung, die Gemälde seien nach Goyas Tod entstanden, leitete der Kunstwissenschaftler aus der Erforschung der Quellen zur Geschichte des Landhauses und der Restaurierungsgeschichte der Bilder her.
Das Werk wird im Roman Das glückliche Geheimnis von Arno Geiger als „schönste[s] Bild der Welt“ bezeichnet.

## Weblinks

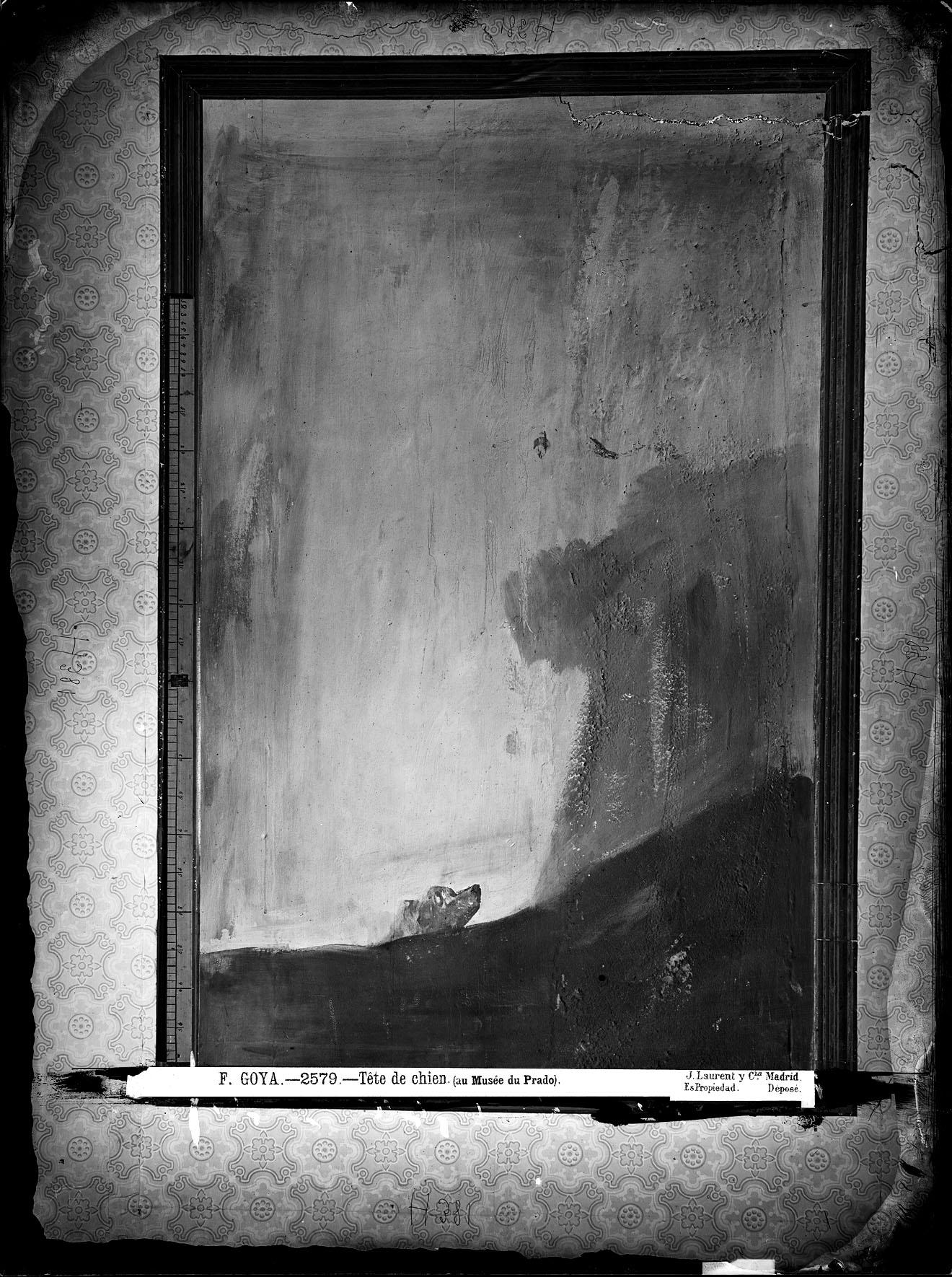
Hund. Goya Landhaus. Die Fotografie von J. Laurent aus dem Jahr 1874 zeigt das Gemälde im Originalzustand, bevor es von der Wand abgenommen wurde. Der Blick des Hundes könnte auf zwei flatternde Vögel gerichtet sein.